# Johann Bellin
Johann Bellin (* 11. Junijul. / 21. Juni 1618greg. in Banca im Kirchspiel Großen Schönfeld in Pommern; † 21. Dezemberjul. / 31. Dezember 1660greg. in Wismar) war ein deutscher Sprachwissenschaftler.

## Leben
Bellin wurde als Sohn eines Bauern geboren. In der Literatur wird als Geburtsort „Banca im Kirchspiel Großen Schönfeld“ genannt, wobei, wie bereits das Lexikon der hamburgischen Schriftsteller bis zur Gegenwart (1849) darstellt, unklar ist, welcher Ort mit „Banca“ gemeint ist. Ferner ist unklar, welcher der beiden Kirchorte namens „Groß Schönfeld“ in Hinterpommern gemeint ist.
Nach dem Besuch verschiedener Schulen in Pommern und Brandenburg wurde er in das Gymnasium in Halle (Saale) aufgenommen, wo er Mitschüler von  Philipp von Zesen wurde. Nachdem er 1639 in Wismar und 1641 in Hamburg als Hauslehrer gewirkt hatte, immatrikulierte er sich 1643 an der Universität Wittenberg, wo er 1645 den Magistergrad erlangte. Im Folgejahr wurde er auf Fürsprache von Zesens in der Deutschgesinnten Genossenschaft aufgenommen.
1650 ging er nach Parchim, wo er eine Stelle als Schulrektor annahm. In gleicher Position arbeitete er auch ab 1654 in Wismar. Vor allem tat sich Bellin durch seine Bemühungen in der deutschen Grammatik hervor. Bereits 1642 gab er eine einfache „Teutsche Orthographie oder Rechte Schreibe-Kunst“ heraus. Unter dem Einfluss von Zesens folgte er diesem bei seiner radikalen Reform der Hochdeutschen Rechtschreibung.

## Werke
- Teutsche Orthographie oder Rechte Schreibe-Kunst, 1642 (ohne Ortsangabe)
- Hoch-deutschen Rechtschreibung,  Lübeck 1657, Nachdruck Hildesheim 1973
- Etliche der ... Deutsch-gesinneten Genossenschaft Mitglieder ... Sendeschreiben, Hamburg 1647
- Syntaxis Praepositionum Teutonicarum, Oder Deudscher Forwörter kunstmaeßige Fügung. Lübeck 1660. (Digitalisat in der Digitalen Bibliothek Mecklenburg-Vorpommern)
- Abigailldas ist/des lob-würdigen Frauen-Zimmers Adel u. Förträfligkeit, Lübeck 1650